# Bassin du Thouet amont
Bassin du Thouet amont este o arie protejată (sit de importanță comunitară — SCI) din Franța întinsă pe o suprafață de 7.079 ha, integral pe uscat.

## Localizare
Centrul sitului Bassin du Thouet amont este situat la coordonatele 46°37′26″N 0°18′14″W / 46.62389°N 0.30389°V.

## Înființare
Situl Bassin du Thouet amont a fost declarat arie specială de conservare în baza directivei 92/43 din 1992 referitoare la conservarea habitatelor naturale și a faunei și florei sălbatice pentru a proteja 10 specii de animale.

## Biodiversitate
Situată în ecoregiunea atlantică, aria protejată conține 2 habitate naturale: Păduri aluvionare cu Alnus glutinosa și Fraxinus excelsior (Alno-Padion, Alnion incanae, Salicion albae), Cursuri de apă de la nivel de câmpie la nivel montan, cu vegetație Ranunculion fluitantis și Callitricho-Batrachion.
La baza desemnării sitului se află mai multe specii protejate:
- mamifere (5): liliac cârn (Barbastella barbastellus), vidră de râu (Lutra lutra), liliac cărămiziu (Myotis emarginatus), liliac comun (Myotis myotis), liliacul mare cu potcoavă (Rhinolophus ferrumequinum)
- nevertebrate (3): Austropotamobius pallipes, Coenagrion mercuriale, Rosalia alpina
- pești (2): zglăvoacă (Cottus gobio), cicar (Lampetra planeri)

Pe lângă speciile protejate, pe teritoriul sitului au mai fost identificate 3 specii de păsări, 5 specii de amfibieni, 1 specie de nevertebrate.